# جورج بيل (لاعب كرة قاعدة)
جورج بيل (بالإنجليزية: George Bell)‏ هو لاعب كرة قاعدة أمريكي، ولد في 2 نوفمبر 1874 في Greenwood, New York ‏ في الولايات المتحدة، وتوفي في 25 ديسمبر 1941 في نيويورك في الولايات المتحدة.

## وصلات خارجية
- جورج بيل على موقعبيزبول رفرنس.كوم (الدوري الرئيسي) (الإنجليزية)
- جورج بيل على موقعبيزبول رفرنس.كوم (الدوري الثانوي) (الإنجليزية)